# Mindenszentek litániája
A mindenszentek litániája ősi keresztény könyörgés. A keresztelési liturgiából és a lélekajánlásból lett önálló, szerkezetét sok későbbi liturgia követi.
A római katolikus liturgiában több alkalommal imádkozzák: a húsvéti vigíliában, felnőttek keresztelésekor, templomszenteléskor stb.
A középkorban sok változata létezett. A mai változatot VIII. Benedek pápa határozta meg és ezt később XIV. Benedek megerősítette.